# Ingrid Mwangi
Ingrid Mwangi (nacida en 1975) es una artista keniana-alemana. Asistió a la Hochschule der Bildenden Künste Saar en Saarbrücken, Alemania, de 1996 a 2002. Trabaja en fotografía, escultura, multimedia, performance e instalación. 

## Vida y carrera
Ingrid Njeri Mwangi nació en Nairobi en 1975 de madre alemana y padre keniano. Se mudó a Alemania a los 15 años. Actualmente vive y trabaja en Berlín, Alemania, con su esposo y colaborador Robert Hutter.
El trabajo de Mwangi se vincula a las convenciones sociales y la identidad. Participó en la exposición Global Feminisms del Museo de Brooklyn (2007), en donde se incluyó su serie de fotografías del 2001, Deriva estática, que utiliza imágenes que evocan identidades nacionales y raciales proyectadas sobre su cuerpo. Su trabajo de 2000 Neger Don't Call Me, presenta fotografías de su rostro cubierto con máscaras hechas de sus rastas .
En 2005, ella y su esposo fusionaron sus biografías y nombres para formar un único artista, Mwangi Hutter, como una estrategia creativa para oponerse a las nociones fijas de identidad basadas en el género, la raza y los antecedentes culturales. Conscientemente se usan a sí mismos como caja de resonancia para reflexionar sobre las realidades sociales cambiantes, creando una estética de autoconocimiento e interrelación. Mwangi Hutter reflexiona sobre temas como el cruce de fronteras y la búsqueda de identidad, que pueden entenderse en un sentido político, íntimo y muy personal. Sus obras pueden verse como una visión de la unificación y la pacificación de los contrastes: mujer-hombre, afro-europeo, negro-blanco y las fronteras que nos separan. Tienen cuatro hijos.

## Exposiciones

### Exposiciones individuales
- 2002: Ingrid Mwangi - Stadtgalerie Saarbrücken, Sarrebruck
- 2006: Man of War - Video, Instalación, Fotografía - Kunstverein Ingolstadt, Ingolstadt
- 2007: IngridMwangiRobertHutter: Selección de videos, 2006-2007 - BRIC Rotunda Gallery, Nueva York, NY
- 2007: MÁSCARA - Galería James Cohan - Nueva York, Nueva York, NY
- 2007: GOTH - Realidad del mundo difunto - Museo de Arte de Yokohama, Nishi-ku, Yokohama
- 2008: IngridMwangiRobertHutter - A lo largo del horizonte - Galleria Il Trifoglio Nero, Génova
- 2009: IngridMwangiRobertHutter: enmascarado - Galería Emerson en Hamilton College, Clinton, NY
- 2009: En el ojo del espectador - Darb 1718 Centro de Arte y Cultura Contemporánea, El Cairo
- 2009: Intrusos - Goethe-Institut Nairobi, Nairobi
- 2009: Durmientes en el camino - Goethe-Institut Tansania, Dar es Salaam
- 2011: Triunfo constante - Spelman College Museum of Fine Art, Atlanta, GA
- 2013: Mwangi Hutter - Entidades individuales / Salon - ALEXANDER OCHS GALLERIES BERLIN | BEIJING, Berlín